# Miguel Bernal Jiménez
Miguel Bernal Jiménez (født 16. februar 1910 i Morelia - død 26. juli 1956 i León, Mexico) var en Mexicansk komponist, organist, lærer og musikforsker.
Jiménez er mest kendt for sine bidrag af religiøse værker, og hører til en af det 20. århundredes vigtigste komponister indenfor denne disciplin. Han har desuden skrevet en symfoni, korværker, orkesterværker, sange, balletmusik, symfoniske digtninge etc.

## Udvalgte værker
- Symfoni "Hidalgo" (1953) - for orkester
- "Nat i Morelia" (1941) - (Symfonisk digtning) - for orkester
- "Mexico" (1946) - (Symfonisk digtning) - for orkester
- "El Chueco" (1951) - ballet